# Borînîci, Jîdaciv
Borînîci (în ucraineană Бориничі) este un sat în comuna Ciornîi Ostriv din raionul Jîdaciv, regiunea Liov, Ucraina.

## Demografie
Componența lingvistică a localității Borînîci
     Ucraineană (99,62%)
     Alte limbi (0,38%)
Conform recensământului din 2001, majoritatea populației localității Borînîci era vorbitoare de ucraineană (99,62%), existând în minoritate și vorbitori de alte limbi.